# Francis Croissant
 (mai 2014).
Francis Croissant, né le 26 octobre 1935 à Boulogne-Billancourt et mort le 17 avril 2019 dans le 14e arrondissement de Paris, est un archéologue et historien de l'art spécialiste de la Grèce archaïque, et particulièrement de la sculpture.
Normalien (promotion 1957 L), ancien membre de l'École française d'Athènes et ancien secrétaire général de cette même institution (1968-1974).
Il a été maître de conférences à l'université de Nancy, puis professeur d'archéologie grecque à Paris I.